# Team Liquid
Team Liquid é uma organização profissional multirregional de esportes eletrônicos sediada nos Países Baixos que foi fundada no ano de 2000. Fundada como um sítio eletrônico, atualmente a Team Liquid possui equipes em mais de quinze jogos eletrônicos diferentes. Com o lançamento de StarCraft II: Wings of Liberty, a Team Liquid contratou seus primeiros jogadores profissionais.
Em 2012, a Team Liquid adquiriu uma equipe norte-americana de Dota 2, marcando seu primeiro empreendimento no gerenciamento de mais de um gênero. Em janeiro de 2015, a Team Liquid se fundiu oficialmente com a Team Curse sob a bandeira Liquid, trazendo Steve Arhancet, sua equipe de suporte e as antigas equipes da Team Curse de League of Legends, Street Fighter e Super Smash Bros. Seu time europeu de Dota 2 venceu o The International de 2017, que teve uma das maiores premiações de qualquer torneio de esporte eletrônico da história. A equipe de League of Legends da Team Liquid ganhou quatro títulos da LCS, e sua equipe de Counter-Strike Global Offensive recebeu o prêmio Intel Grand Slam em 2019, um feito alcançado em apenas quatro torneios.

## História
A Team Liquid começou como um sítio eletrônico, lançado em 1º de maio de 2001 por Victor "Nazgul" Goossens e Joy "Meat" Hoogeveen, sob o domínio teamliquid.cjb.net. Em 22 de setembro de 2002, o sítio foi transferido para o endereço teamliquid.net. Um dia depois, a primeira enquete foi postada como uma votação para o nome do sítio com o nome teamliquid.net vencendo outras sugestões, como likwit.com. Em 5 de abril de 2019, foi anunciado que o sítio seria movido para o domínio tl.net, com teamliquid.net se tornando um alias para teamliquid.com no futuro.
Embora a Team Liquid fosse conhecida principalmente como um site de notícias de StarCraft, também existem muitas subseções nos fóruns dedicadas a outros jogos. Foi anunciado em 30 de agosto de 2012 que a Team Liquid estaria se expandindo para cobrir as notícias de Dota 2. Em 8 de dezembro de 2012, a Liquid expandiu sua franquia de esportes eletrônicos em vários jogos pela primeira vez, com o recrutamento de uma equipe norte-americana de Dota 2.
Em 6 de janeiro de 2015, Steven "LiQuiD112" Arhancet juntou-se a Victor Goossens como coproprietário da Team Liquid, iniciando oficialmente a fusão entre a ex-Team Curse sob a bandeira da Team Liquid.
Em 27 de setembro de 2016, a Team Liquid vendeu seu controle acionário para aXiomatic Gaming, um grupo de investimento que inclui o coproprietário do Golden State Warriors, Peter Guber, o empresário Ted Leonsis, o palestrante motivacional Tony Robbins, o Hall da Fama do basquete Magic Johnson e o co-fundador da AOL, Steve Case.

## Sítios eletrônicos

### Principais sítios eletrônicos
- TL.net – Originalmente marcado como "Team Liquid", o site tl.net fornece principalmente cobertura de StarCraft II, mas também tem alguma cobertura para StarCraft: Brood War, Counter-Strike: Global Offensive, Heroes of the Storm e Super Smash Brothers Melee. Com o lançamento de StarCraft II, a TL.net se tornou a maior comunidade de StarCraft na internet, com mais de 220.000 membros ativos e mais de vinte e quatro milhões de postagens no total. O website emprega quatro funcionários em tempo integral em seu escritório na cidade de Nova York para trabalhar no site.[9]
- Team Liquid – Focado na cobertura das equipes de esportes eletrônicos da Team Liquid.

- Liquipedia – É um wiki administrado por voluntários que cobre vários esportes eletrônicos, começando com StarCraft: Brood War e atualmente cobrindo mais de 40 títulos.

## Torneios e eventos
A Team Liquid realiza uma variedade de torneios e eventos para os seus membros.

### Team Liquid Starleague
- Os dois torneios Team Liquid Starleague (TSL) foram os maiores torneios não-coreanos de StarCraft. O primeiro TSL, patrocinado pela Razer em 2008, foi altamente esperado na época, apresentando os melhores jogadores de Brood War do mundo. Em 2009, o PokerStrategy.com patrocinou o TSL 2, que foi ainda maior e apresentou um total de US$ 20.000 em prêmios.[carece de fontes?]

- Com o lançamento de StarCraft II, o Team Liquid anunciou um terceiro evento, novamente patrocinado pelo PokerStrategy.com, com um total de US$ 34.700 em prêmios.[10]

### Team LiquidStarCraft IIOpen
- Os TL Opens são torneios eliminatórios de um dia, alternando entre os servidores Norte Americanos e Europeus da Battle.net. Os oito eventos TL Open serviram de classificatória para o TSL 3.

### Eventos da comunidade
- TL Attack – modelado baseando-se em um show de TV Coreano chamado "Bnet Attack", um jogador profissional disputa partidas contra não-profissionais enquanto conversa com os apresentadores.
- Liquibition – um torneio King of the hill, que é disputado em um formato de melhor de 7 partidas.
- TL Arena – um jogador profissional enfrenta oponentes mais fracos. A cada vitória alcançada, mais um handicap é adicionado, limitando suas opções de jogo, até que ele perca ou derrote um certo número de oponentes.

## História no esporte eletrônico

### StarCrafteStarCraft II
O clã Liquid foi fundado por Victor "Nazgul" Goossens no final de 2000. Liquid iniciou com quatro membros durante os meses iniciais, e cresceu para oito jogadores até o fim do ano seguinte. Os membros do clã Liquid foram escolhidos pessoalmente por Goossens, baseado tanto na personalidade quanto no talento.
Com a chegada de StarCraft II, a Team Liquid anunciou planos para se tornar uma equipe profissional ativa de esportes eletrônicos. Pouco depois, é anunciado um patrocínio pela The Little App Factory, que os qualificou como uma equipe profissional patrocinada. Isso permitiu que a Team Liquid pagasse um salário aos seus jogadores e enviasse a equipe para eventos ao redor do mundo. A equipe criou um site de notícias dedicado separado do site mais orientado para a comunidade, anunciado e lançado em 10 de maio de 2011.
Em 13 de agosto de 2012, três jogadores viajaram para a Coréia para viver na casa de treinamento OGS e competir na Global StarCraft II League (GSL) da GOMTV. Dos três jogadores que entraram nas preliminares, apenas um, Dario "TLO" Wünsch se classificou para os dois primeiros eventos da GSL. Ele foi eliminado na segunda e primeira rodadas, respectivamente.
A terceira GSL foi a exibição mais forte da Team Liquid até agora. Três jogadores, Hayder "Haypro" Hussein, Jos "Ret" de Kroon e Jonathan "Jinro" Walsh se classificaram para o torneio principal. Enquanto Hussein perdeu a primeira rodada e de Kroon a segunda, Walsh chegou às semifinais, perdendo por 4–0 para o eventual vencedor Jang "MC" Min-Chul.
Em 2012, durante a 2ª temporada da GSL, dois membros da Team Liquid chegaram à oitava rodada do torneio Code S, com Yun "TaeJa" Young-seo sendo eliminado enquanto Song "HerO" Hyeon-deok avançou para as semifinais do torneio.

### Dota 2
A equipe de Dota 2 da Liquid só ganhou destaque no final do ano de 2016 com a chegada de uma grande peça para as conquistas que estariam por vim, o libanês Maroun "GH" Merhej trouxe um equilíbrio ao time atuando na função de suporte 4, era o que esquadrão precisava para ter o triunfo que não tivera na temporada anterior. Em 2017, a Liquid venceu o The International com Amer "Miracle-" Al-Barkawi, Lasse "MATUMBAMAN" Urpalainen, Ivan "MinD_ContRoL" Ivanov e Maroun "GH" Merhej, sob o comando de Kuro "KuroKy" Takhasomi. A equipe faturou pouco mais de 10 milhões de dólares. Em 2019, a equipe dispensou Lasse "MATUMBAMAN" Urpalainen, apenas oito dias antes do The International, de maneira inesperada. O jogador romeno Aliwi "w33" Omar foi contratado para ocupar a vaga. Mesmo com a mudança de última hora, chegaram novamente a grande final do The International, mas acabaram sendo derrotados pela OG, conquistando a premiação de quase 4 milhões de dólares concedida ao segundo lugar. Pouco após a competição, os jogadores saíram da organização para formar a Nigma Galaxy. A Team Liquid então contratou os jogadores da equipe sueca Alliance.

### League of Legends
Em 6 de janeiro de 2015, a Liquid adquiriu o elenco de League of Legends da Team Curse. A equipe terminou a temporada regular de primavera da North American League of Legends Championship Series (NA LCS) em 6º lugar com um recorde de 10–9. Nas eliminatórias, eles venceram a Counter Logic Gaming por 3–0, antes de perder para a Cloud9 por 3–2 e terminar em terceiro.
A Team Liquid teve muito sucesso em 2018 e 2019, vencendo quatro etapas da LCS consecutivas. Na temporada de 2018 da NA LCS, a Liquid tinha um elenco com Impact, Xmithie, Pobelter, Doublelift e Olleh. No Campeonato Mundial de League of Legends de 2018, Liquid ficou 3–3 na fase de grupos e não conseguiu avançar. Na temporada 2019 da LCS, Liquid substituiu Pobelter por Jensen e Olleh por CoreJJ. Liquid não conseguiu sair da fase de grupos no Campeonato Mundial de League of Legends de 2019, no entanto, já que seu recorde de 3–3 foi insuficiente para avançar. Em 2020, Broxah se juntou à equipe como caçador, substituindo Xmithie. A divisão da primavera de 2020 foi muito ruim para a Liquid; eles terminaram em penúltimo lugar. Doublelift, devido a problemas de motivação, foi substituído pelo jogador do Academy Tactical, e acabou sendo negociado para a Team SoloMid para a divisão de verão, com Tactical promovido a titular. Liquid terminou em terceiro naquela etapa de verão e chegou ao Campeonato Mundial de League of Legends de 2020, mas novamente seu recorde de 3–3 foi insuficiente para avançar para as quartas de final. Em 2021, Santorin substituiu Broxah como caçador, e Alphari substituiu Impact como topo. A equipe mais uma vez obteve um recorde de 3–3 na fase de grupos no Campeonato Mundial de League of Legends de 2021; isso os qualificou para uma partida de desempate contra a Gen.G, mas Liquid perdeu e não conseguiu avançar.
A temporada de 2022 viu uma grande mudança no elenco, já que o patrocínio da Honda permitiu a criação de um "super time" de Bwipo, Santorin, Bjergsen, Hans Sama e CoreJJ. Apesar das grandes expectativas e terminando em terceiro lugar na temporada regular da etapa de verão, Liquid falhou por pouco nas eliminatórias em ganhar uma vaga no Mundial, uma decepção que causou uma grande controvérsia.

### Free Fire
No dia 23 de janeiro de 2020, a Team Liquid anunciou sua entrada para o competitivo de Free Fire, comprando a vaga da antiga B8. Em março, a equipe foi campeã da primeira edição da Liga Brasileira de Free Fire (LBFF).

### Valorant
Em 7 de agosto de 2020, a Team Liquid anunciou sua entrada na cena de Valorant. Em 2021, eles venceram o VCT: Etapa 2 Challengers - EMEA, se classificando para o VCT: Etapa 2 Masters - Reykjavík e terminando em quarto lugar. No Champions de 2021, a Team Liquid chegou até as semifinais, perdendo para a então vencedora do torneio Acend, por 2–0.
Em janeiro de 2022, a Team Liquid anunciou um elenco feminino no Brasil para disputar a série Game Changers. A equipe venceu os dois principais campeonatos brasileiros do ano e se classificou para o VCT: Game Changers Championship, onde terminaram em terceiro lugar. Em 22 de setembro de 2022, a organização foi anunciada pela Riot Games como uma das 10 equipes parceiras do VCT: Liga da EMEA. A Team Liquid venceu a primeira edição do VCT EMEA ao derrotar a até então invicta Fnatic na final por 3 a 1.

## Estrutura
A Team Liquid começou com uma sede em Utrecht, Países Baixos.
Em 2017, a Team Liquid terminou de construir seu Alienware Training Facility em Los Angeles, que foi projetado para atuar como centro de treinamento para as equipes de Counter-Strike e League of Legends da Team Liquid, bem como sua sede de esportes eletrônicos. A instalação abriga não-jogadores, como o proprietário Steve "LiQuiD112" Arhancet e 1UP Studios, o estúdio de produção interno da Team Liquid, para que todos os departamentos da Team Liquid possam trabalhar juntos. A Alienware, patrocinadora da Team Liquid, forneceu todos os computadores para o Alienware Training Facility.
Em 15 de setembro de 2020, a Team Liquid anunciou a reforma de sua sede em Utrecht para um novo Alienware Training Facility, para abrigar suas equipes europeias.
 

No dia 2 de maio de 2023, é aberto um prédio em São Paulo para abrigar as equipes brasileiras da Team Liquid. Com mais de 3.000 m² e 13 andares, o prédio é duas vezes maior que as sedes de Utrecht e de Los Angeles.